# Allée couverte de la Bertinière
L'allée couverte de la Bertinière, appelée aussi Grotte ou Maison des Fées, est une allée couverte située à La Sauvagère, dans le département de l'Orne, en Normandie, près des hameaux de Mauny et de La Bertinière.

## Description
L'allée couverte s'étire sur près de 15 m de long selon un axe est-ouest. Sa largeur est comprise entre 1,10 m et 1,40 m, pour une hauteur inférieure à 1,10 m. Elle est délimitée par dix-huit orthostates en grès quartzeux. Initialement, elle était protégée par neuf tables de couverture du même matériau, sauf une qui est en granite à gros grains. L’espace intérieur est cloisonné par deux petites dalles échancrées. Dans la partie est, elle comporte une petite chambre sensiblement carrée (1,45 m de côté), peut-être fermée par deux dalles rondes dont l'une est encore debout et l'autre basculée à l'extérieur de l'allée, côté nord.

## Vestiges archéologiques
Les fouilles sommaires de 1881 menées par M. de Contades ont livré peu de mobilier funéraire : un ossement humain, une pierre polie à bords tranchants, des tessons d'une poterie noire à rayures et bourrelets, deux silex taillés, des pierres calcinées.

## Protection
L'édifice a été classé monument historique par un arrêté du 17 février 1967.

## Folklore
Selon la légende, l'édifice était habité par des nains malfaisants et des lièvres fantastiques. Les paysans rapportaient aussi que les fées y renfermaient le bétail qui s'en approchait trop près et que des bruits étranges s'en échappaient.